# Imelda
Imelda  è un nome proprio di persona italiano femminile.

## Varianti
- Femminili: Imelde[1][2], Inelda[2], Inelde[2]
- Maschili: Imeldo[2], Ineldo[2]

## Varianti in altre lingue
- Catalano: Imelda[4]
- Germanico: Erminhilt[3], Ermohildis[5], Ermhildis[5]
- Spagnolo: Imelda[3][4]
- Tedesco: Irmhild[3], Irmhilde[6]

## Origine e diffusione
Deriva probabilmente dal nome germanico Erminhilt, composto da ermen ("totale", "universale", "grande", "forte"), e hild ("battaglia", "combattimento"). Il significato complessivo potrebbe essere interpretato come "grande battaglia", ma è ben possibile che il nome sia stato creato in epoca medievale accoppiando due elementi comuni dell'onomastica germanica, senza reale riguardo per il loro senso.
Il nome è documentato in Francia a partire dall'VIII secolo nelle forme Emihild, Emhilt ed Emhild, e appare poi in Italia dal 1063 nelle forme latinizzate Imilda ed Emelda (importate probabilmente dalla Francia, dato che non sembra essere stato usato nella penisola all'epoca dei longobardi). Il nome è stato diffuso nel mondo cattolico, anche al di fuori dell'Italia, dalla figura della mistica bolognese Imelda Lambertini (con l'eccezione dell'Irlanda e del resto dei paesi anglofoni, dove arrivò solo nel XIX secolo). In Italia era piuttosto comune intorno agli anni cinquanta, in particolare propria nella zona di Bologna; oltre al culto della succitata beata, hanno contribuito alla diffusione del nome anche la leggenda bolognese quattrocentesca di Imelda de' Lambertazzi, nonché il personaggio della tragedia di Verdi La battaglia di Legnano. Negli anni settanta risultavano ancora quasi diecimila occorrenze, accentrate in Emilia-Romagna per la forma "Imelda", in Veneto per "Imelde" e in Lombardia per le forme in In-.

## Onomastico
L'onomastico viene festeggiato il 12 maggio in memoria della beata Imelda Lambertini, suora domenicana del XIV secolo. Un'altra beata, Maria Imelda del Gesù Eucaristico, una delle martiri di Nowogródek, è ricordata il 1º agosto.

## Persone

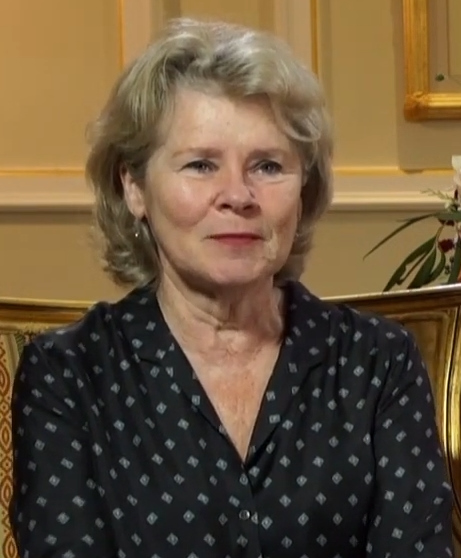
Imelda Staunton

- Imelda Chiappa, ciclista su strada italiana
- Imelda Lambertini, religiosa italiana
- Imelda Marcos, politica filippina
- Imelda May, cantautrice irlandese
- Imelda Staunton, attrice e doppiatrice britannica
- Imelda Ximenes Belo, nuotatrice est-timorese

## Il nome nelle arti
- Il nome Imelda è stato usato per i personaggi di diverse opere liriche: La battaglia di Legnano (1849) e Oberto, Conte di San Bonifacio (1839), entrambe di Giuseppe Verdi, e Parisina d'Este (1833), di Gaetano Donizetti.
- Imelda è un personaggio del film d'animazione Disney-Pixar del 2017 Coco.